# Івашов Василь Петрович

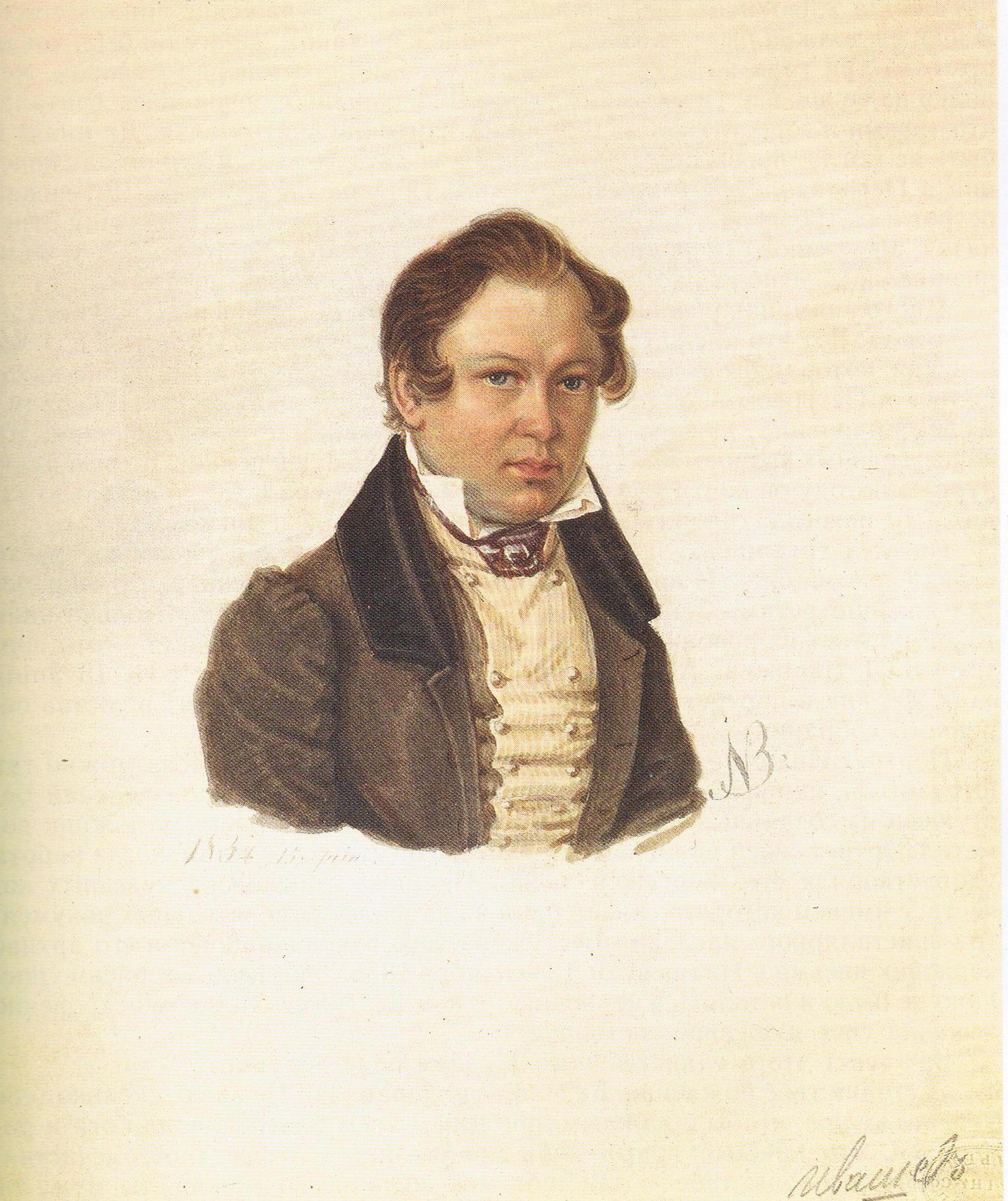
Василь Івашов

Івашов Василь Петрович (13 жовтня 1797 — 28 грудня 1840) — декабрист, ротмістр лейб-гвардії Кавалергардського полку, ад'ютант князя Вітгейнштейна Петра Християновича.

## Біографія
Батько — генерал-майор Івашов Петро Никифорович (1767 — 21.11.1838), мати — Толстая Віра Олександрівна († 22 травня 1837). Мешкали у Симбірську. До 14 років виховувався вдома, потім — у Пажеському корпусі. Вступив до служби корнетом до Кавалергардського полку 28 лютого 1815 року. 1816 — поручник. 1818 — штабс-ротмістр. 1821 — ротмістр з призначенням ад'ютантом до командувача 2 армії  Вітгенштейна Петра Християновича
.
Член Союзу благоденства (1819 — 1820) і Південного товариства. Заарештований у Москві 23 січня 1826 року. Був згодний на введення республіканського правління, підтримував революційні засоби боротьби і ліквідацію самодержавства, але з 1821 року ніякої участі в роботі товариства не брав, майже весь час знаходився на водах або у відпустці. Зі слів Вольфа Фердинанда Богдановича і Басаргіна Миколи Васильовича, Івашов вважав, що  діяв необережно вступивши до товариства. Засуджений по 2 розряду і за конфірмацією засуджений до 20 років каторги. 22 серпня 1826 року строк скорочений до 15 років. Покарання відбував у Читинському острозі і Петровському заводі (з 1830). 08 листопада 1832 — строк каторги скорочено до 10 років. За наказом 14 грудня 1835 року переведений на поселення у міста Туринська Тобольської губернії. Помер у Туринську, де і похований.
Писав вірші і музику. Дружина — Камілла Ле Дантю прибула за ним до Сибіру. В будинку Івашових у Тобольську зараз розташований Музей декабристів.